# Asterisk PBX
Asterisk predstavlja čisto softversku verziju telefonske IP centrale (en:Private Branch Exchange) otvorenog koda koju je osmislio i napravio Mark Spenser iz kompanije Digium. Kao i svaka centrala, ona dozvoljava lokalima da međusobno razgovaraju i da se uključe u javnu telefonsku mrežu PSTN (en:Public Switched Telephone Network). Ime ovog rešenja potiče od simbola *(Asterisk) koji se nalazi na svim standardnim telefonskim tastaturama, a ujedno u juniks i DOS okruženju predstavlja simbol koji zamenjuje bilo koju sekvencu simbola. Iako je prvobitno dizajniran za Linux operativni sistem, Asterisk takođe može da radi i pod NetBSD, OpenBSD, FreeBSD, Mac OS X, i Solaris.
Osnovni Asterisk softver ima mnoge mogućnosti koje imaju i komercijalni PBX sistemi kao što su: govorna pošta, pozivni centri, konferencijska veza, govorni automat, automatsko prosleđivanje poziva itd. Korisnik takođe može da kreira potpuno novu funkcionalnost sistema definišući plan poziva u Asterisk skript jeziku, dodajući module pisane u programskom jeziku C ili korišćenjem AGI (Asterisk Gateway Interface) skriptova pisanih u Perl, PHP, Ruby ili drugim programskim jezicima.
Povezivanje običnih telefona, javne telefonske mreže i Asterisk servera se uspostavlja preko posebnih kartica koje proizvodi kompanija Digium i mnoge druge firme.
Možda je najinteresantnije da Asterisk podržava širok spektar VoIP protokola, kao što su SIP, MGCP i H.323, radi sa svim SIP telefonima, pri čemu predstavlja registar ili gateway između IP telefona i PSTN. Pored toga Asterisk podržava i kombinaciju klasične i VoIP telefonije, što je osnovni preduslov za nadgradnju postojećih sistema i prelazak na nove tehnologije.
Asterisk se koristi kao zamena za klasične PBX ili za njihovu nadogradnju.

## Spoljašnje veze
- Asterisk :: The Open Source Telephony Platform
- Asterisk - First steps for beginners Архивирано на веб-сајту  (5. септембар 2006)
- Asterisk kućne centrale i govorni automati
- Asterisk centrale i sistemi za snimanje razgovora